# Velvet Kiss
Velvet Kiss (ベルベットキス?, Velvet Kiss) è un seinen manga d'impostazione ecchi scritto da Chihiro Harumi e pubblicato in quattro volumi a partire dal 2009. In Italia è stato tradotto parzialmente censurato da Magic Press Edizioni.

## Trama
Shin si ritrova improvvisamente indebitato fino al collo con un raggiro. Il suo creditore lo informa che per evitare di pagare la forte somma con relativi interessi deve "diventare amico" della dissoluta Kanoko, una ragazza ricca e viziata che passa il suo tempo nell'ambiente giovanile dell'alta società. Shin capisce subito che il compito che gli è stato assegnato non è affatto semplice, e all'inizio vive il rapporto con Kanoko come una scocciatura da sopportare per liberarsi dal debito, ma in seguito si accorge che le cose non stanno come inizialmente supposto. 

## Personaggi
- Shin Nitta: un impiegato di quasi trent'anni che dopo una serie di sfortunati avvenimenti contrae un debito gigantesco. Per uscire da tale situazione è costretto ad avviare un rapporto con una giovane donna, Kanoko.

- Kanoko Kikuchiya: una ragazza di ricca famiglia, a cui viene assegnato come accompagnatore Shin. È una persona sola, con un padre che non vede mai e una matrigna di nome Yoriko. La ragazza approfitta del debito di Shin per farsi servire e mandarlo in giro a svolgere commissioni per suo conto.

- Yoriko Kikuchiya: matrigna di Kanoko e amministratrice dei beni della famiglia, che è proprietaria di un ospedale privato. All'apparenza molto gentile, sembra preoccuparsi delle esigenze e i desideri della giovane.